# آمی ایشی
آمی ایشی (به ژاپنی: 石井亜海،  زادهٔ ۱۱ دسامبر ۲۰۰۲) یک کشتی‌گیر آزادکار اهل کشور ژاپن است.
از افتخارات وی می‌توان به کسب مدال طلا قهرمانی کشتی جهان ۲۰۲۴ و مدال نقره مسابقات قهرمانی کشتی جهان ۲۰۲۲ اشاره کرد.